# Boreofiber wenzensis
Boreofiber wenzensis – wymarły gatunek bobra (Castoridae), zamieszkującego w pliocenie tereny współczesnej Europy.
Fragment czaszki z pełnymi rzędami zębów po obu stronach wypreparował z brekcji kostnej zebranej w rezerwacie przyrody Węże koło Działoszyna polski paleontolog Andrzej Sulimski. Sporządzony na podstawie odkrytych szczątków formalny opis gatunku, zaliczonego pierwotnie do rodzaju Steneofiber Geoffroy, 1833, zamieścił w czasopiśmie „Acta Palaeontologica Polonica” w 1964 roku. Epitet gatunkowy wenzenzis jest eponimem mającym na celu upamiętnienie miejsca odkrycia szczątków.
Holotyp o numerze VIIIIVm-326/1 jest przechowywany w Muzeum Ziemi PAN w Warszawie. Eksponat składa się z części podniebienia i szczęki z kompletnym uzębieniem. Zęby trzonowe i przedtrzonowe mają charakter hypsodontyczny. Korzenie zębów są słabo rozwinięte. Górna diastema jest dłuższa niż cały rząd zębów. Żuchwa jest solidna, gruba i duża.
B. wenzensis był prawdopodobnie przystosowany do wodnego trybu życia.